# 伊斯頓聖經辭典

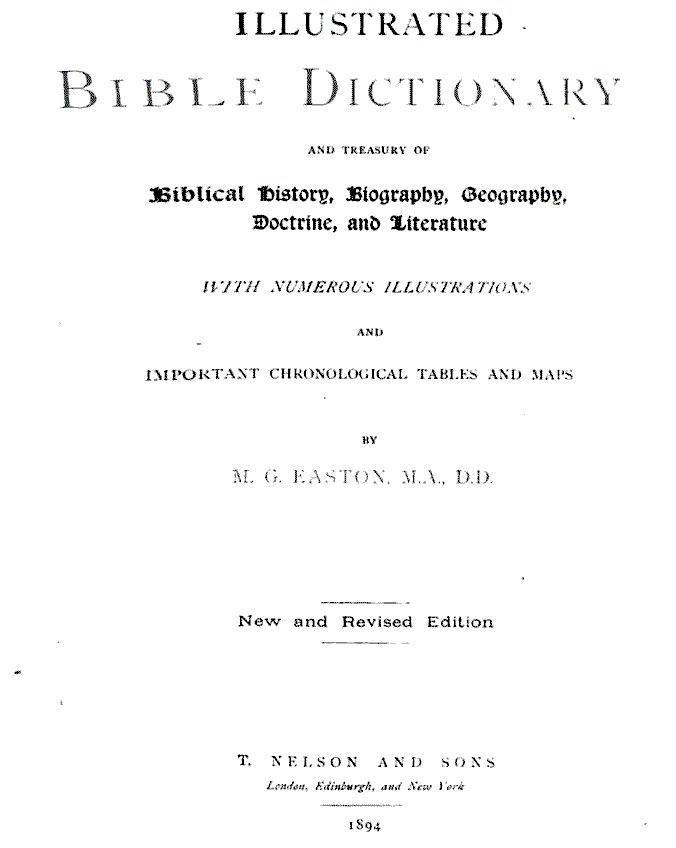
扉頁

《伊斯頓聖經辭典》（Easton's Bible Dictionary）指的是蘇格蘭傳教士馬修·喬治·伊斯頓所著的《插圖聖經辭典第三版》（Illustrated Bible Dictionary, Third Edition），該辭典由托馬斯·尼爾森出版于1897年，伊斯頓死後三年。該辭典包含將近四千個與聖經相關的辭條。

## 外部連結
- Full text of Easton's Bible Dictionary （页面存档备份，存于） at the Christian Classics Ethereal Library